# حصة الجابر
حصة الجابر مهندسة قطرية، أكاديمية وسياسية. وهي أول وزيرة للاتصالات وتكنولوجيا المعلومات على الإطلاق في قطر بعد تشكيل الحكومة الجديدة للدولة. الأمير الشيخ تميم بن حمد الثاني في 2013. وهي ثالث امرأة قطرية تتولى منصب وزاري في الدولة.

## التعليم
دكتورة حصة حاصلة على بكالوريس علوم الهندسة من جامعة الكويت، ودرجة الماجستير والدكتوراة في علوم الكمبيوتر من جامعة جورج واشنطن في واشنطن العاصمة.

## سيرتها
قبل أن تصبح وزيرة، كانت دكتورة حصة في منصب الأمين العام للمجلس الأعلى للاتصالات وتكنولوجيا (المجلس الأعلى للاتصالات) منذ إنشائها في عام 2005. خلال منصبها كأمين عام، دكتورة حصة كانت تشرف على سوق الاتصالات السلكية واللاسلكية القطري، في عصر الاختيار والمنافسة. وضمانا لوصول فوائد التكنولوجيا لجميع القطاعات، قامت الدكتورة حصة بالعديد من المبادرات لجعل قطر مجتمع أكثر شمولا من خلال المعلومات والاتصالات.
و قد أشرفت على جهود تحديث التحتية للمعلومات والاتصالات في قطر، بما في ذلك خطط تأسيس موجة لشبكات الاتصال على نطاق واسع، شبكة قطر الوطنية ذات الطاق الواسع. بالإضافة إلى ذلك لعبت دورا رئيسيا في تأسيس شركة قطر الفضائية (إسهيل سات)، التي أطلقت بنجاح أول قمر صناعي قطري، إسهيل 1، وذلك في 29 أغسطس 2013. بالإضافة إلى ذلك، قادت حصة أيضا جهود تحديث حكومة قطر باستخدام تكنولوجيا المعلومات والاتصالات، وتبسيط العمليات، وجعل الحكومة أكثر شفافية وتيسيرا لشعبها.
وقد كان لدكتورة حصة دورا أساسيا في إنشاء مركز قطر للتقنية المساعدة (مادا) الذي يخدم الأشخاص ذوي الاحتياجات الخاصة في قطر، ومالوماتيا، الشركة الرائدة في تقديم خدمات وحلول التكنولوجيا المهنية.
في الوقت الحالي دكتورة حصة مفوضة الأمم المتحدة للاتحاد الدولي للاتصالات من أجل التنمية الرقمية، ومفوضة اللجنة المعنية بالمعلومات وشئون المرأة والطفل التابعة لمنظمة الصحة العالمية / الاتحاد الدولي للاتصالات، وعضو في عدة مجالس إدارة، بما في ذلك؛ مجلسأمناء جامعة قطر، ومجلس محافظي المدرسة الأمريكية بالدوحة، ومجلات مؤسسة بلومزبري في قطر، ومنتدى قطر الوطني للبحوث، وهيئة قطر للأسواق المالية، وشبكة مجالس الأجندة العالمية التابعة للمنتدى. وهي أيضا نائب رئيس مجلس إدارة شركة قطر للأقمار الصناعية (إسهيل سات) ورئيس مجلس إدارة مدى.
مع المعرفة الواسعة لتطوير الاتصالات وتكنولوجيا المعلومات، ساهمت الدكتور حصة في العديد من أوراق العمل، الدراسات والبحوث ذات صلة على المستوى العربي والعالمي في المؤتمرات والندوات.

## الجوائز
اعترافا بخدماتها العامة، تم تكريم حصة من قبل وزارة الداخلية بالجائزة «الشخصية الوطنية للعام» في ديسمبر 2008 ولقب شرفي لشخصية قطرية التي قامت بمساهمات كبيرة خلال ذلك العام. في عام 2012، كانت أيضا من ضمن أكثر 30 امرأة عربية قوة من قبل أعمال عربية.
في 2013، كانت من بين أقوى 500 شخصية عربية في العالم في مجلة الأعمال العربية، ثم حصلت على التصنيف 20 عام 2013 للأعمال العربية قائمة أكثر 100 سيدة قوى في العالم العربي، ومؤخرا مجتمع الإنترنت أعتبر حصة واحدة من ثمانية قادة إنترنت دوليين لقاعة إنترنت 2013 المجلس الاستشاري. علاوة على ذلك، مشابل، التي غطت أخبار وسائل التواصل الاجتماعى عالميا، ضمتها بين أكثر ثمانية سيدات عاملات إثارة للإعجاب في التكنولوجيا في جميع أنحاء العالم خلال الألفية الثانية.